# Lytocarpia benedicti
Lytocarpia benedicti is een hydroïdpoliep uit de familie Aglaopheniidae. De poliep komt uit het geslacht Lytocarpia. Lytocarpia benedicti werd in 1900 voor het eerst wetenschappelijk beschreven door Nutting. 